# Babtai

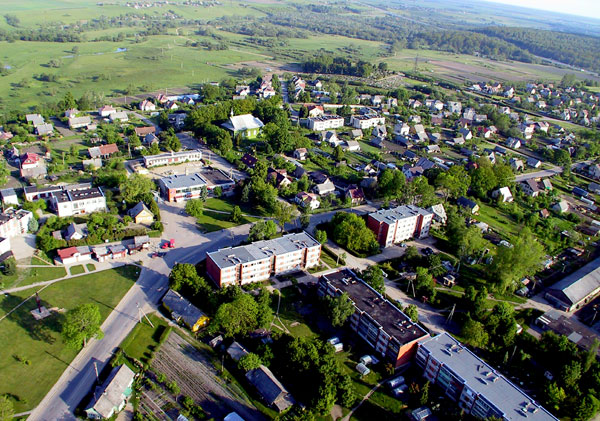
Luftbild des Ortes

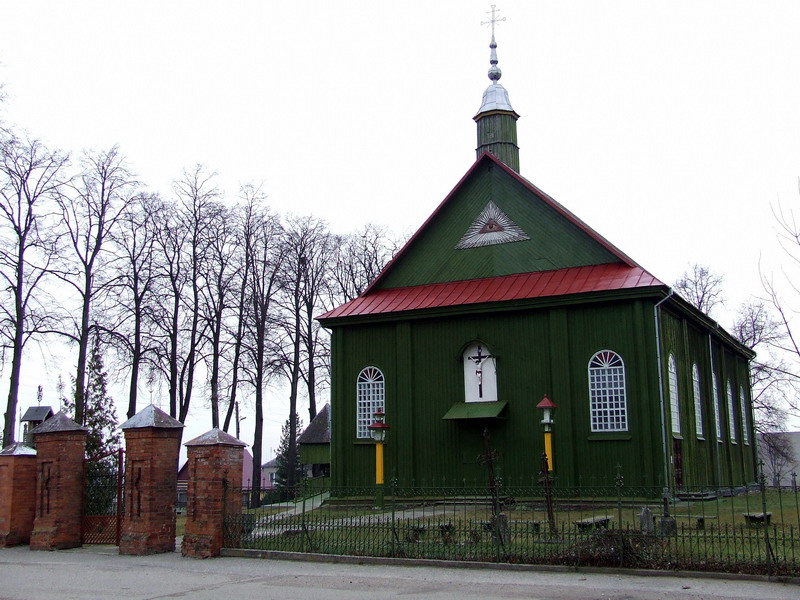
Kirche der heiligen Apostel Peter und Paul in Babtai

Babtai ist ein miestelis (Städtchen) mit 1563 Einwohnern (Stand 2011) in Litauen, im Amtsbezirk Babtai, in der Rajongemeinde Kaunas, 1 km westlich der Automagistralė A1, am linken Ufer des Nevėžis. Bei Babtai mündet die Gynia in den Nevėžis. Der Ort ist auch das Zentrum des nach ihm benannten Amtsbezirks (Babtų seniūnija). Es gibt die katholische Kirche der heiligen Apostel Peter und Paul (erbaut 1853), einen Friedhof, ein Denkmal für die Piloten Darius und Girėnas, ein Postamt (LT-54059), eine Ambulanz, ein Gymnasium, eine Grundschule und einen Kindergarten.